# 疏勒河
疏勒河，古称“籍端水”、“冥水”，为中国甘肃省第二大内陆河，是河西走廊三大内陆河水系之一。

## 水系
疏勒河水系由干流昌马河和石油河、白杨河、踏實河及党河等支流組成，干流发源于祁连山西段的托来南山与疏勒南山之间的沙果林那穆吉木岭，大部分水來自上游集水區總面積29.45平方公里的347座冰川。西北流经疏勒峡、纳柳峡、柳沟峡入昌马堡盆地，出昌马峡后形成了河西走廊最大的洪积扇昌马洪积扇，经玉门市西拐沿扇缘流至瓜州县双塔水库入安西-敦煌盆地，西流至玉門市入昌马水库，在敦煌市南納黨河後入羅布泊荒漠中的哈拉湖。昌马水库以上为上游，出昌马峡至双塔水库的河西走廊平地为中游，双塔水库以下至羅布泊荒漠为下游。

## 水文
疏勒河全长861公里，夏季有水河段長約770公里，冬季有水河段長約540公里，集水面积20,197平方公里，流域面積102,300平方公里，平均流量28.8立方米每秒，最大流量1,620立方米每秒。疏勒河流域河川年徑流量15.48億立方米，其中昌馬河9.94億立方米，黨河4.53億立方米。疏勒河水源地下水补给量占29.1%，冰川补给量占31.4%，降雨补给量占39.5%。

## 利用
1734年安西兵備道王金臣主持在飲馬場草灘修建了約30公里長的渠道引水灌溉，現代在疏勒河流域建有昌馬水庫、双塔水库、党河水库、榆林河水庫和赤金峡水库5座蓄水量100万立方米以上水库。中下游的冲积平原為农业区，包括昌馬灌區、雙塔灌區、花海灌區等主要灌区，河流径流量由于灌溉引水量的增大逐年减少，歷史上疏勒河曾季節性地流入羅布泊，由於過度的灌溉引水，河流只能在洪水時流到離羅布泊盆地131公里處的哈拉湖。